# مگنولیا (ویرجینای غربی)
مگنولیا (به انگلیسی: Magnolia) یک منطقهٔ مسکونی در ایالات متحده آمریکا است که در شهرستان مورگان، ویرجینیای غربی واقع شده‌است.